# Matran
Matran (toponimo francese) è un comune svizzero di 1 523 abitanti del Canton Friburgo, nel distretto della Sarine.

## Monumenti e luoghi d'interesse

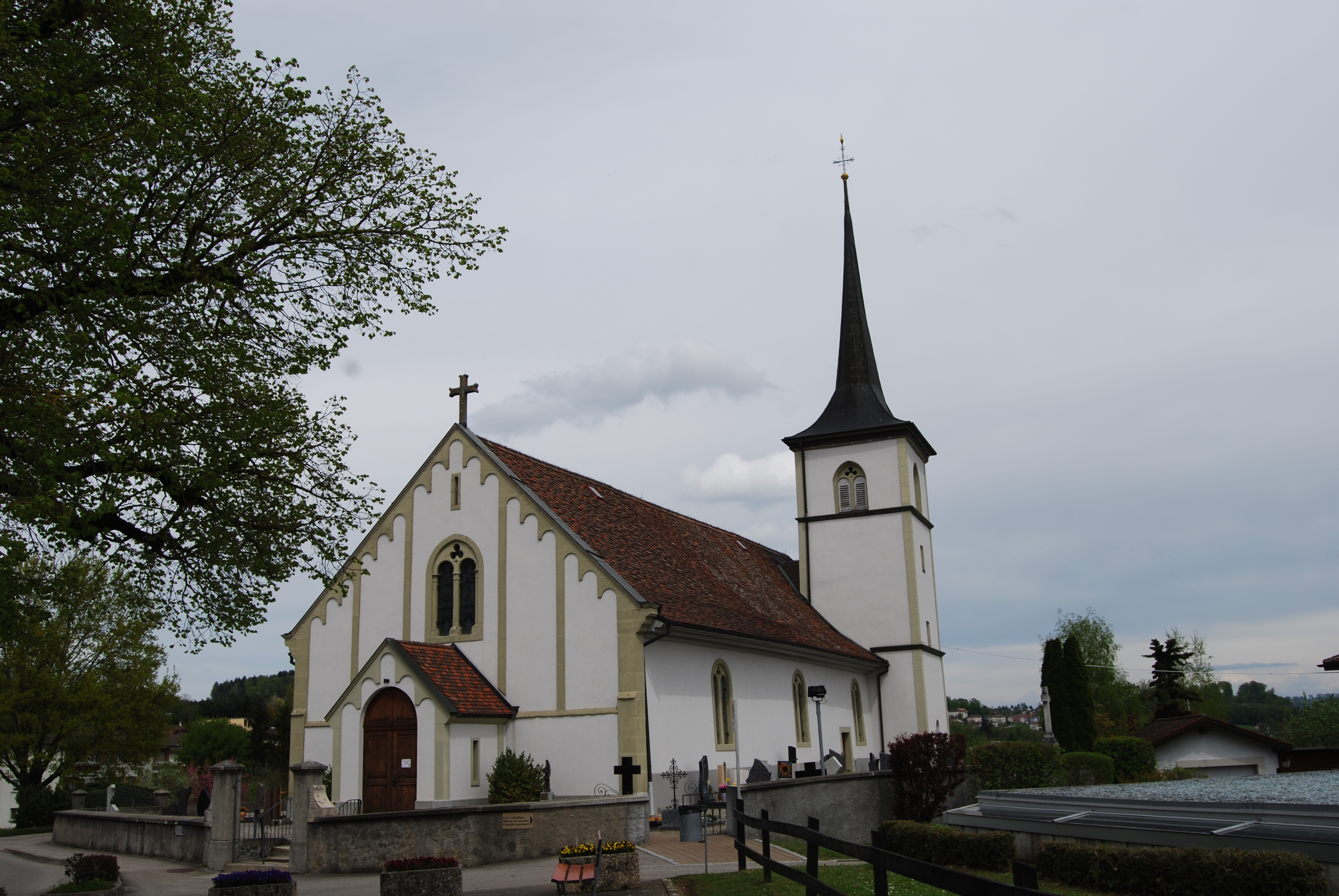
La chiesa cattolica di San Giuliano

- Chiesa cattolica di San Giuliano, eretta nell'Alto Medioevo e ricostruita nel 1654 e nel 1746-1747[1].

## Società

### Evoluzione demografica
L'evoluzione demografica è riportata nella seguente tabella:
Abitanti censiti

## Infrastrutture e trasporti

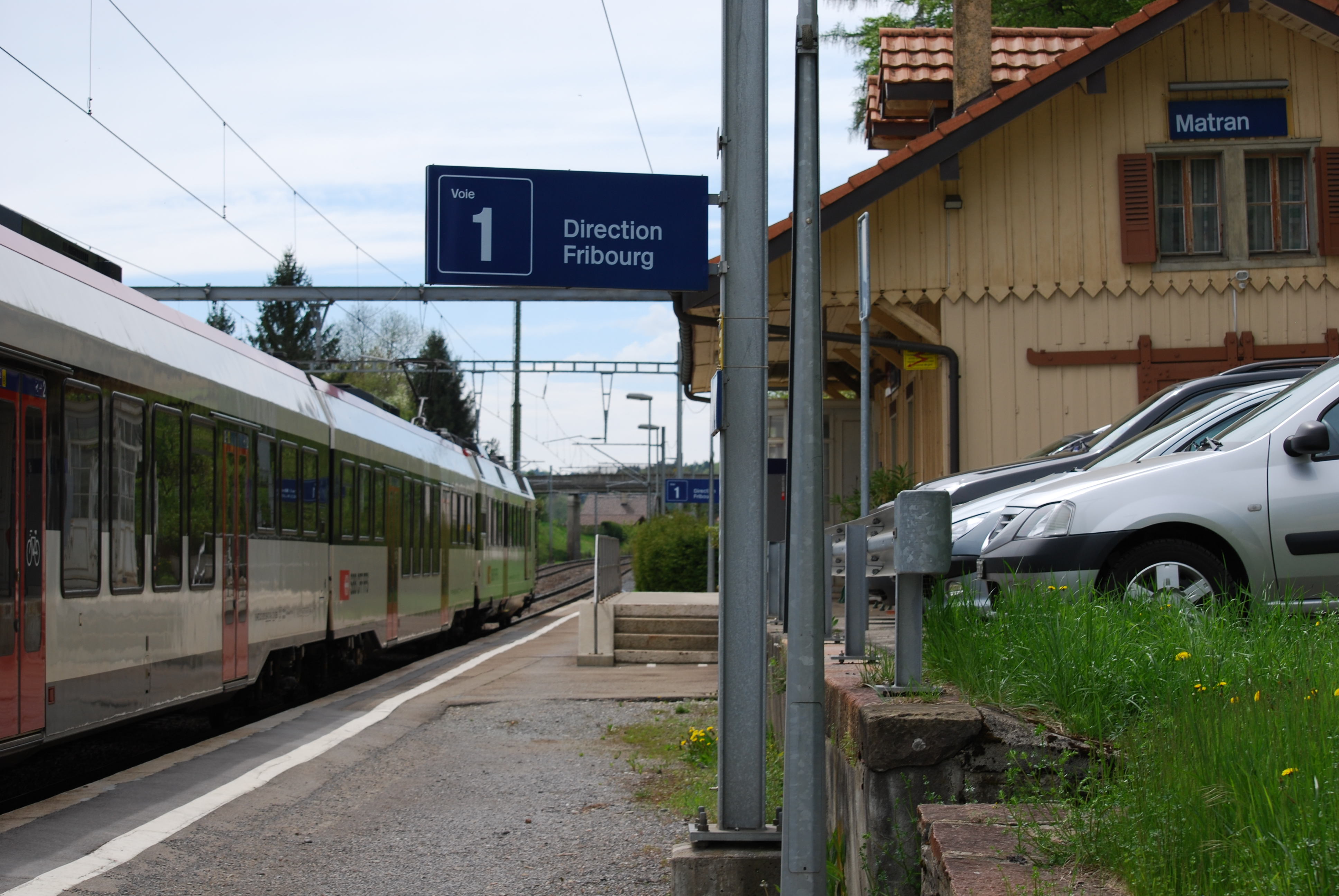
La stazione di Matran

Matran è servito dall'omonima stazione sulla ferrovia Losanna-Berna.

## Amministrazione
Ogni famiglia originaria del luogo fa parte del comune patriziale che ha la responsabilità della manutenzione di ogni bene comune.